# 北海油田

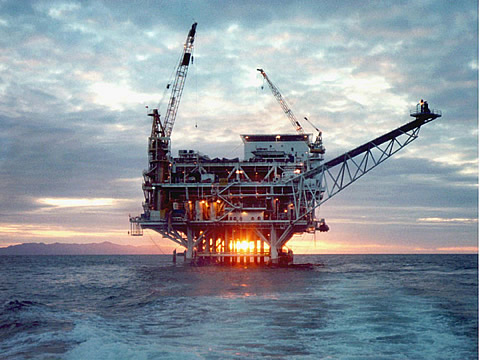
北海油田

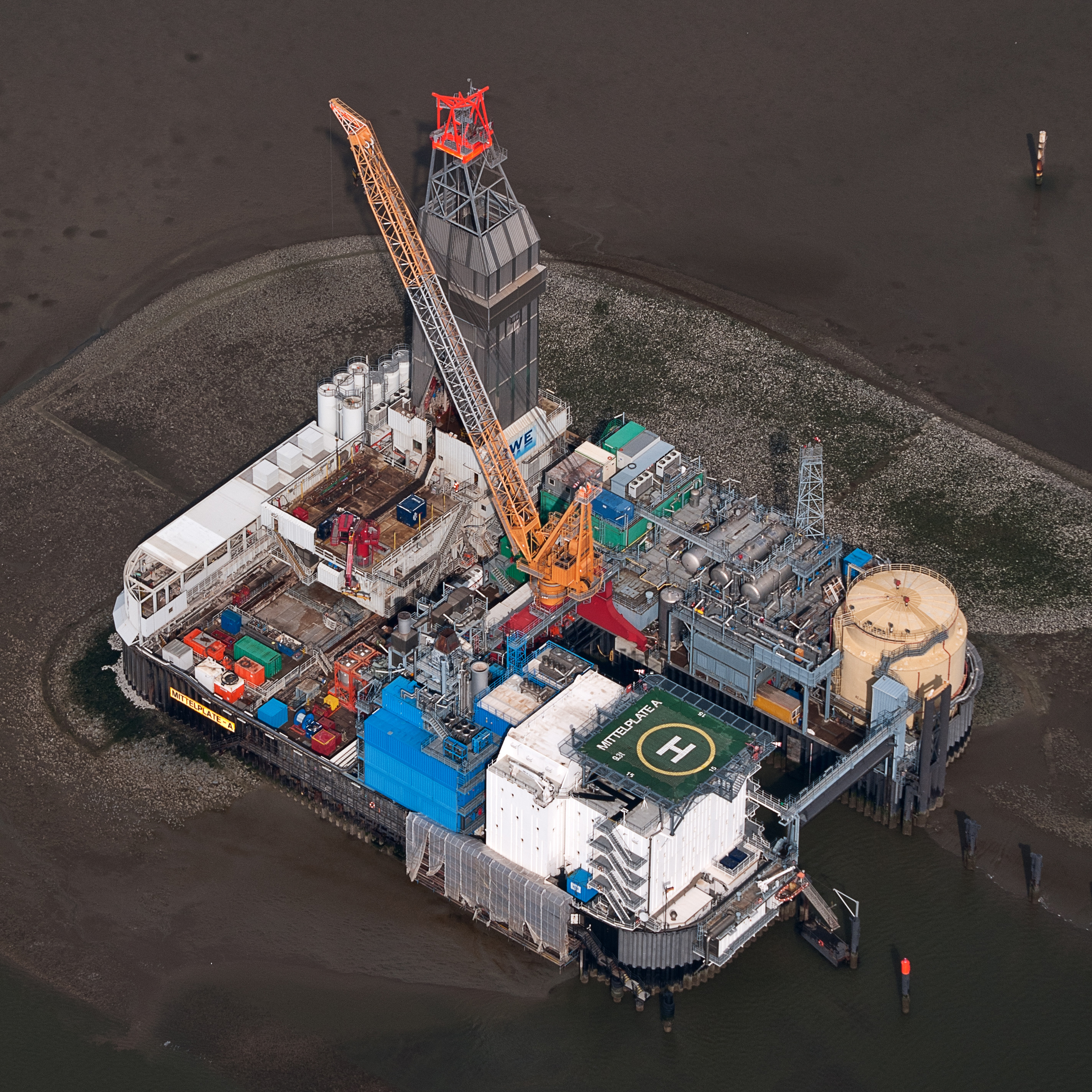

北海油田是世界著名的石油集中出产区，每日生產大約600萬桶。位于大西洋的陆缘海——北海，它是介于欧洲大不列颠岛、挪威和欧洲大陆之间，所出产之石油为沿岸英国，挪威，丹麥和荷兰等国所享有，也是布蘭特原油指數主要標的。

## 历史
1970年代之前，以波斯湾为核心的亚洲中东地区，一直是西方工业国家石油能源的主要供应者。随着第二次世界大战后西方国家经济的恢复和繁荣，石油需求量逐年上增，使得亚洲石油国提高购价。這讓各大石油巨头不愿購買，雙方因此积怨。
1973年第四次中东战争爆发，阿拉伯产油国以不满美国为首的西方国家支持以色列之立场为由，以能源为武器，宣布「石油禁运」，导致欧美油价暴涨，并相继波及各个经济领域，部分导致七十年代全球经济大衰退。因此，以英国为首的北海沿岸国家将目標轉向沉寂多年的北海油田。
在此之前，北海是欧洲航运要道，且海底地形复杂，海上气候恶劣，一直未有大规模地质勘探活动进行。而北海在1959年首先於荷兰近海发现格罗宁根气田（荷兰语：Groningen），此后更进入大规模开发阶段，先后于1969年发现埃克非思科油田（英语：Artsen non-Cisco），1971年发现布伦特油田（英语：Brent），大油田的相继发现，不仅缓解英国與挪威等西欧国家的能源短缺，而且更使挪威成为除加拿大和俄罗斯之外的第三大非OPEC石油出口国。

### 列表
- 科莫蘭特油田（英语：Cormorant oilfield）
- 佈倫特油田（英语：Brent oil field）
- 斯塔特福約德油田（英语：Statfjord oil field）
- 派帕油田（英语：Piper oilfield）
- 奧克油田（英语：Auk oilfield）

## 影响
北海石油的发掘，使得正处于疲软时期的英国、荷兰與丹麦等工业国家的经济獲得幫助，也使得英国经济在「油荒」年代于西欧一枝独秀。
北海原油因其品质高，产量稳定，所以迅速成为欧洲重要的能源供应地，因此欧洲原油交易市场多以每桶北海布伦特石油（约159升）作为市场参考价格。世界石油市场约6.4%的供货来源于此。

## 事故
- 1988年北海鑽油台大爆炸（英语：Piper Alpha）

## 遊戲作品
- 覺醒深淵（英语：Still Wakes the Deep）